# Camino Inca a Machu Picchu
El camino inca a Machu Picchu o Red caminera del Tahuantinsuyo a Machu Picchu es un sendero ubicado en el departamento del Cusco, Perú, que termina en Machu Picchu.

## Geografía
Situado en la cordillera de los Andes, el camino pasa por varios tipos de entornos andinos, como el bosque nuboso y la tundra alpina. Asentamientos, túneles y muchas ruinas incas se encuentran a lo largo de la pista antes de terminar en la Puerta del Sol en la montaña de Machu Picchu. Las dos rutas más largas requieren un ascenso a más de 4200 metros sobre el nivel del mar, lo que puede dar lugar al mal de altura.

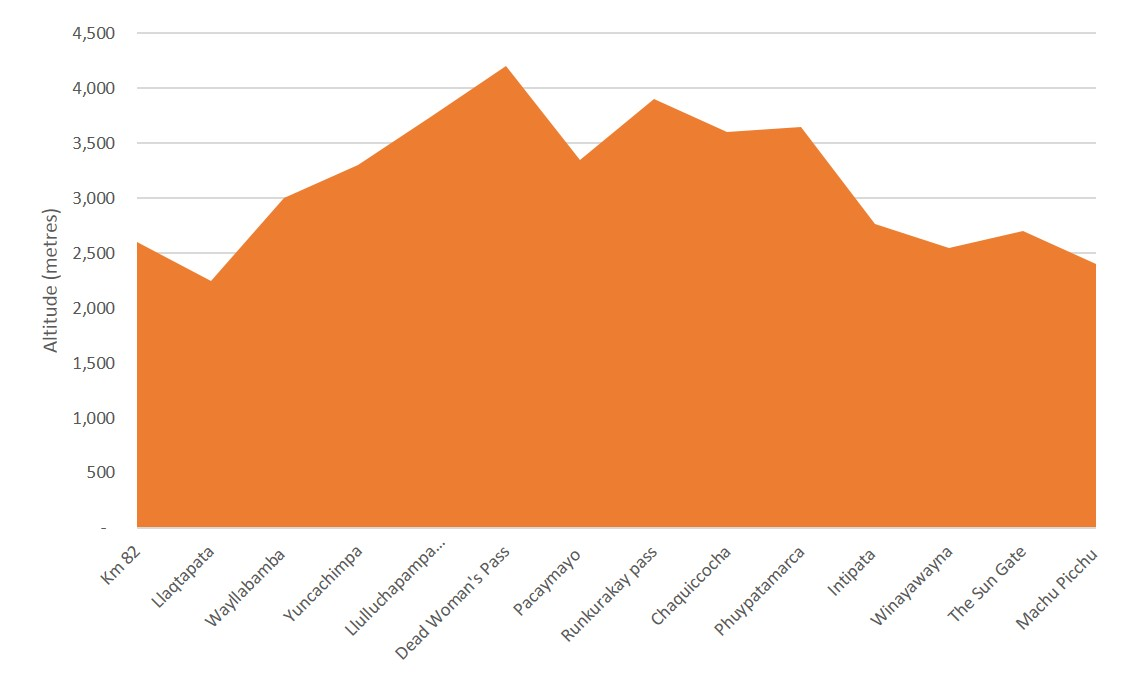
Altitud del camino inca a Machu Picchu.

## Historia
El Camino del Inca o Capaq Ñan a Machu Picchu es uno de los trayectos más clásicos y solicitados del mundo. El Capaq Ñan fue construido por el gran emperador Inca Pachacutec, en ese entonces gobernador del imperio Inca. El camino inca a Machu Picchu es el sistema de enorme longitud que une la Ciudad Imperial del Cusco con Machu Picchu.

## Excursión
Existe varias rutas para el excursionismo: Mollepata, Clásico y Un Día. Mollepata es la más larga de las tres rutas con el puerto de montaña más elevado y que se cruza con la ruta clásica antes de atravesar Warmiwañusqa ("mujer muerta").
La mejor época para hacer el recorrido por el camino del inca a Machu Picchu es durante la temporada alta (mayo a diciembre). Por la ausencia total de la lluvia es conocido como la estación seca o estación de cosecha en la toda la sierra peruana.
La preocupación por el uso excesivo que conduce a la erosión ha llevado al Gobierno peruano a poner un límite al número de personas que pueden hacer esta ruta por temporada, y a limitar drásticamente las empresas que pueden proporcionar guías. Como resultado es obligatoria la reserva previa. Se permite un máximo de 500 personas en el sendero cada día, de los cuales sólo 200 son caminantes; el resto son guías y porteadores. Como resultado, la temporada alta se reserva muy rápidamente. El sendero es cerrado en el mes de febrero de cada año para la limpieza del camino.

## Galería

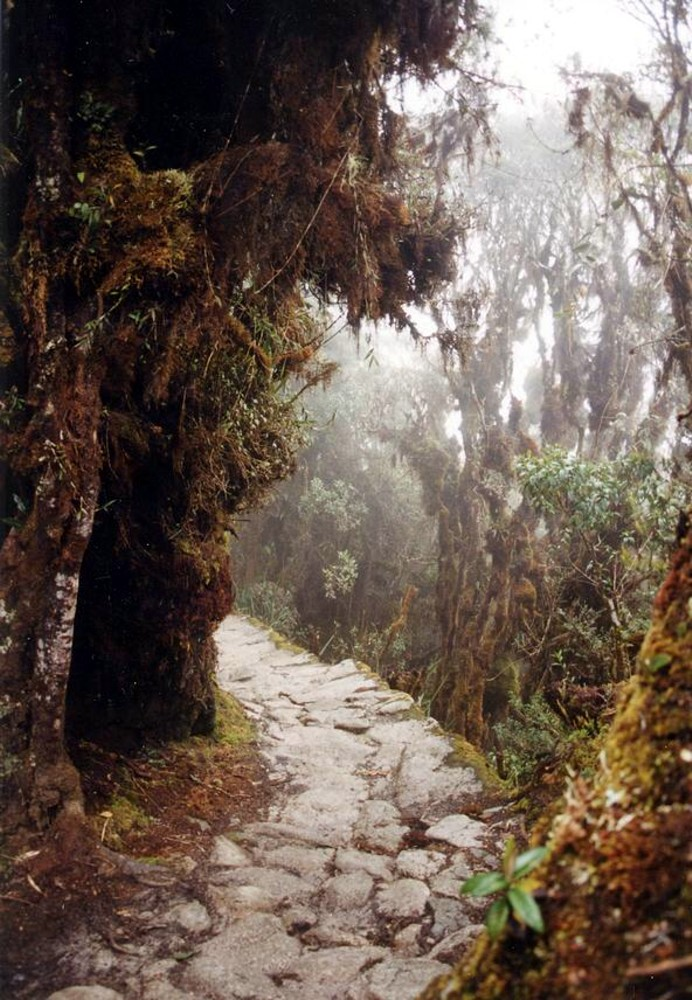
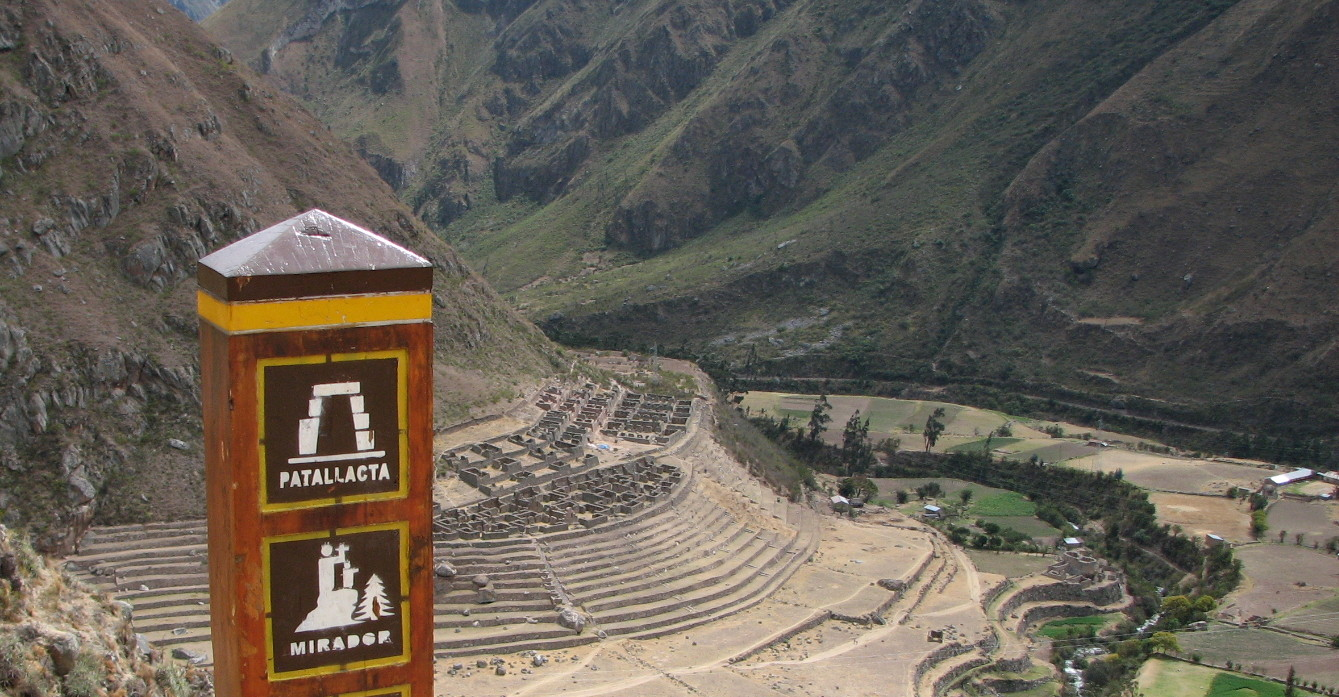
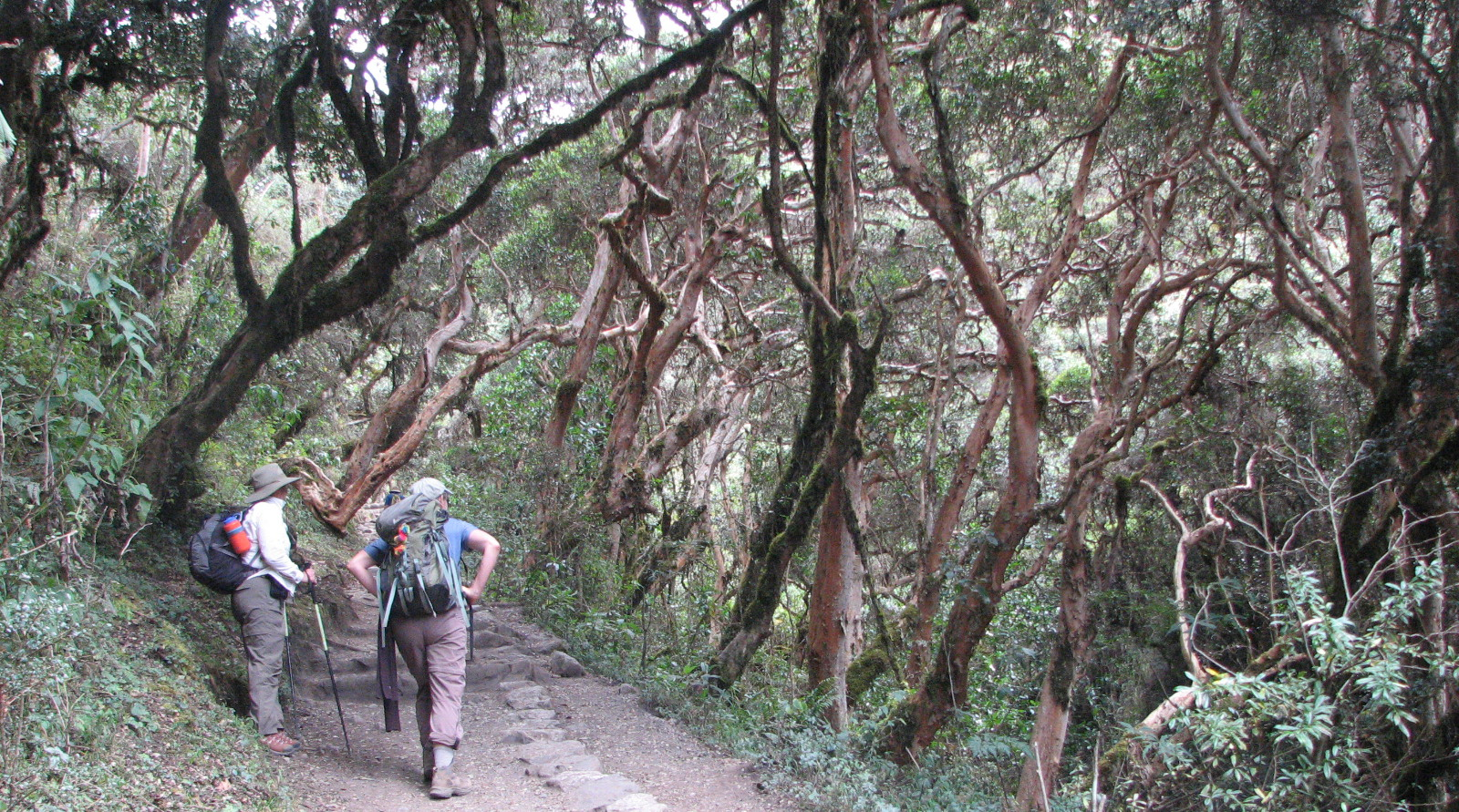
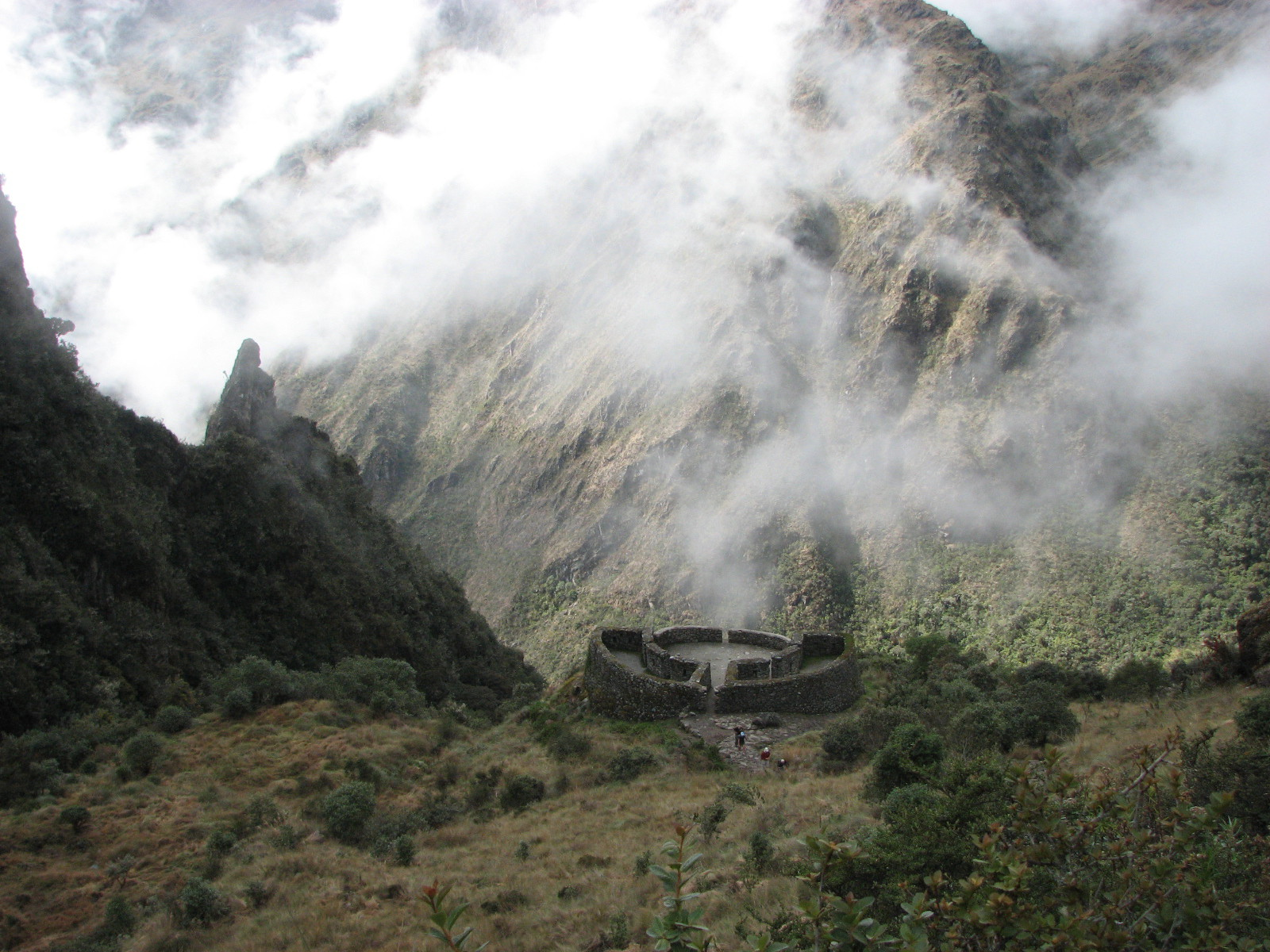
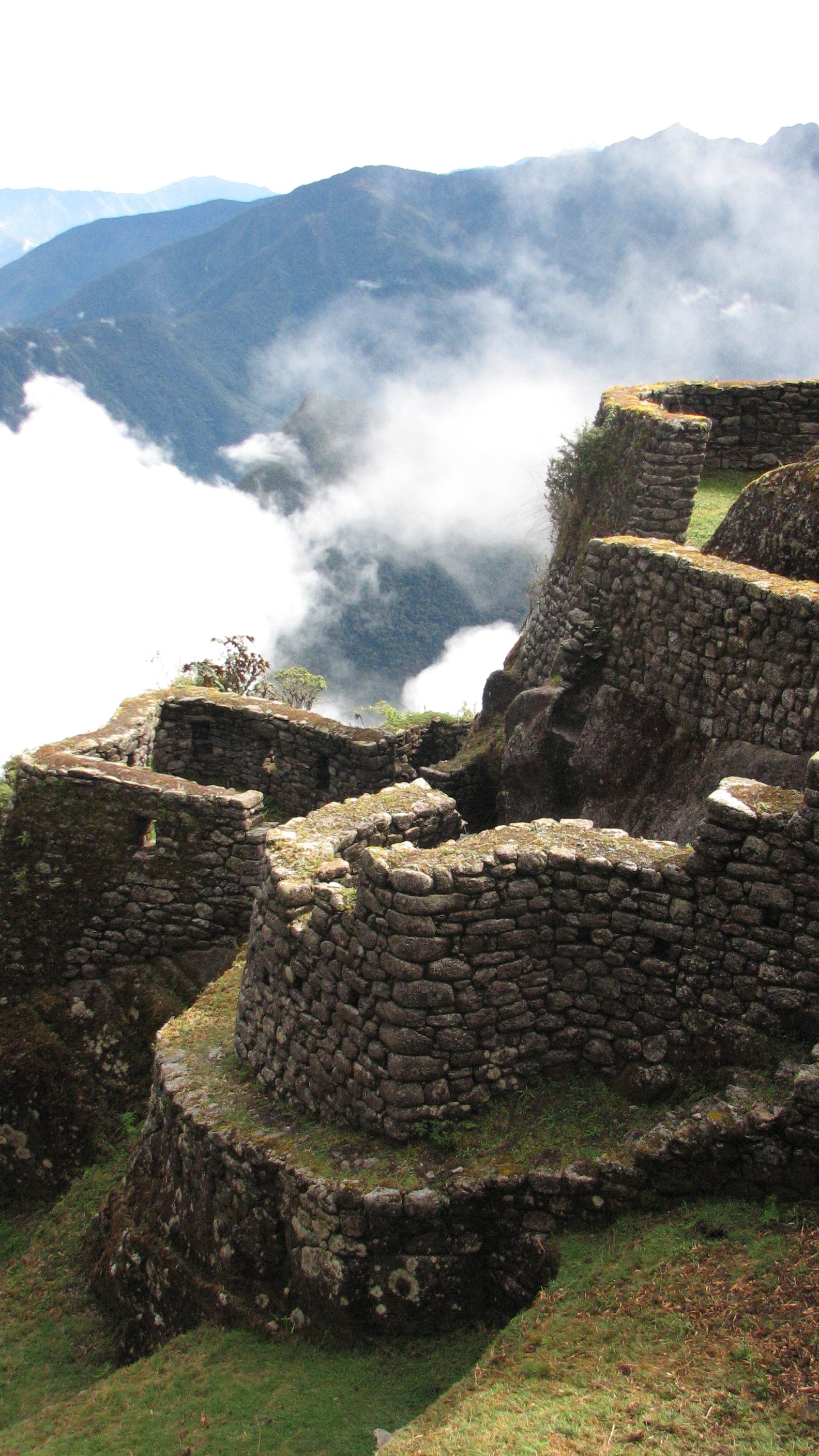
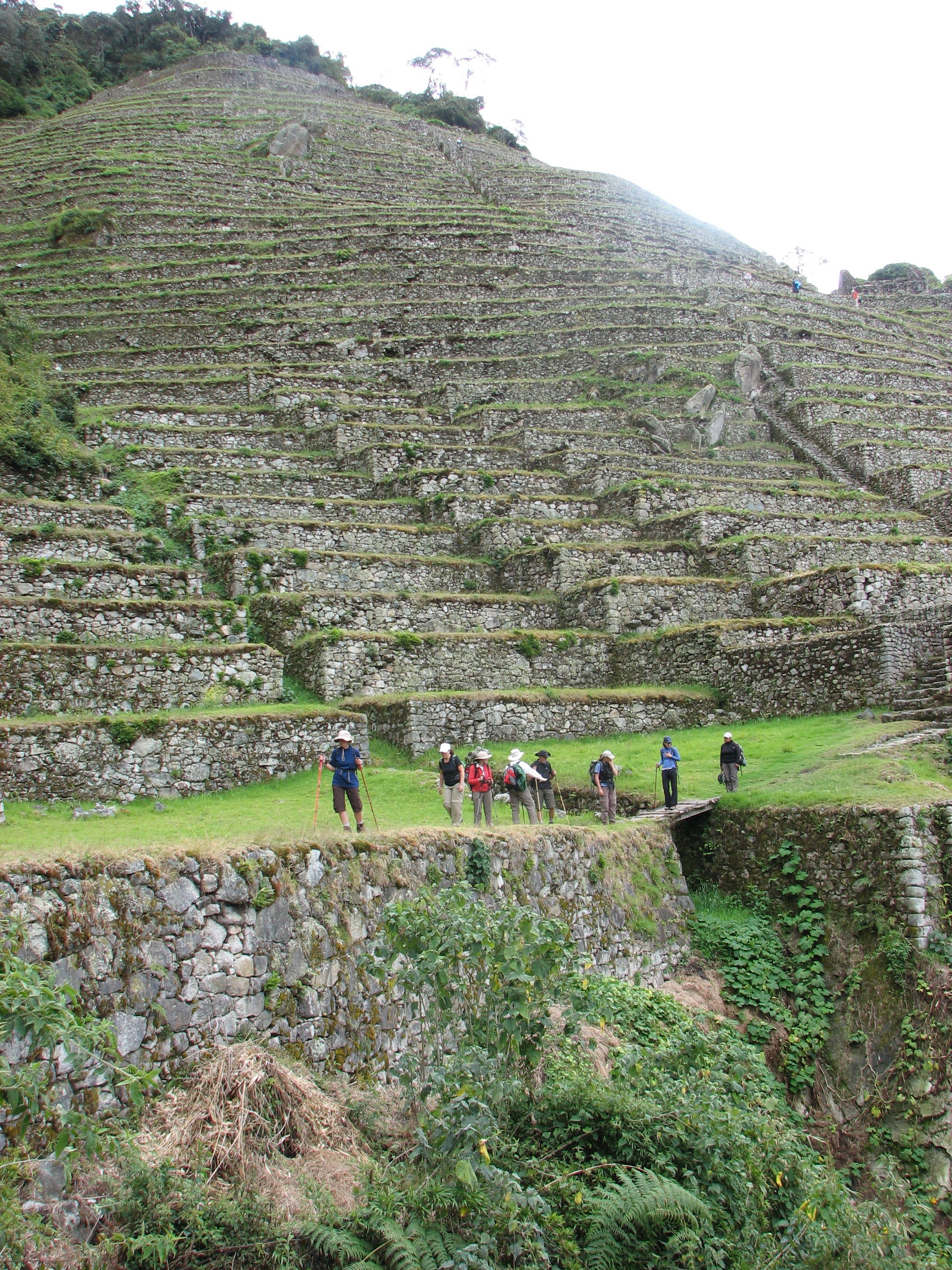
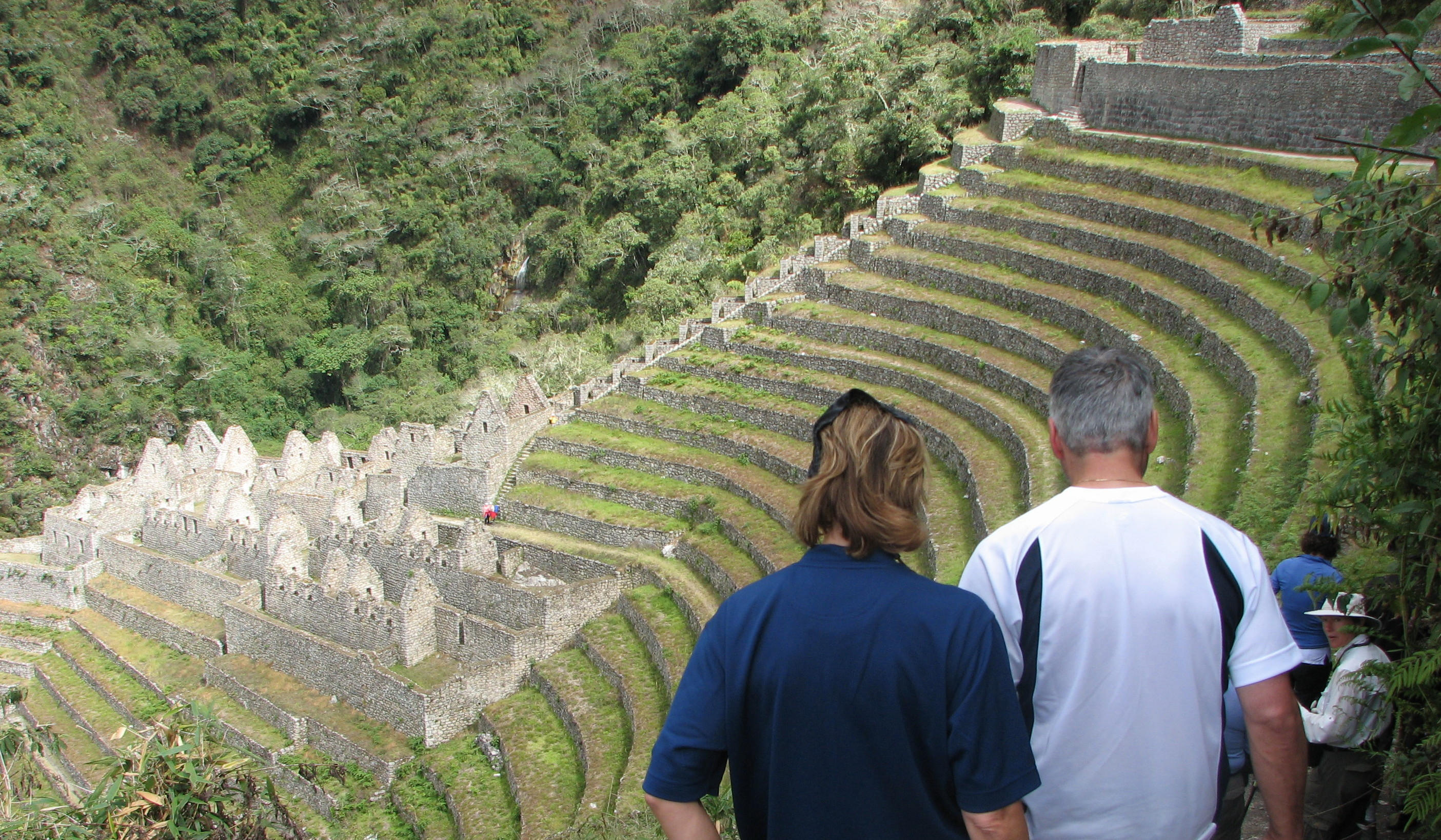